# Dendrochilum wichersii
Dendrochilum wichersii är en orkidéart som beskrevs av Rudolf Schlechter. Dendrochilum wichersii ingår i släktet Dendrochilum och familjen orkidéer.
Artens utbredningsområde är Sumatera. Inga underarter finns listade i Catalogue of Life.